# Garcibuey
Garcibuey (Garcibué en leonés) es un municipio y localidad española de la provincia de Salamanca, en la comunidad autónoma de Castilla y León. Se integra dentro de la comarca de la Sierra de Francia. Pertenece al partido judicial de Béjar.
Su término municipal está formado por un solo núcleo de población, ocupa una superficie total de 12,51 km² y según los datos demográficos recogidos en el padrón municipal elaborado por el INE en el año 2017, cuenta con una población de 195 habitantes.
El pueblo es muy tranquilo y disfruta de un clima mediterráneo, que lo hace ideal en cualquier época del año. La flora que lo rodea es de encina, castaño, roble y madroño, además de los árboles frutales de olivos, cerezos, melocotoneros y ciruelos. 
La fauna albergan especies como el lince, el cirevo, el jabalí, el águila real o el buitre negro.Por sus términos discurren los ríos: Alagón, San Benito y La Palla, sus aguas son aptas para el baño y la pesca.

## Geografía
| Noroeste: Cilleros de la Bastida | Norte: La Rinconada de la Sierra | Noreste: Valero                  |
| Oeste: San Miguel del Robledo    |                                  | Este: San Esteban de la Sierra   |
| Suroeste: Villanueva del Conde   | Sur: Miranda del Castañar        | Sureste: Santibáñez de la Sierra |

## Historia
La fundación de Garcibuey se dio dentro del proceso de repoblación llevado a cabo por el rey Alfonso IX de León a inicios del siglo XIII, cuando este monarca creó el concejo de Miranda del Castañar en cuyo alfoz quedó integrado Garcibuey, dentro del Reino de León. Con la creación de las actuales provincias en 1833, Garcibuey fue incluido en la provincia de Salamanca, dentro de la Región Leonesa.
Quizás el hecho más significativo de la era moderna en Garcibuey, fue la construcción del estanque de la Palla en los años 1940, era una empresa arriesgada en el plano económico, (posguerra española) y en el plano técnico (orografía de la zona).
El pueblo de Garcibuey con buenas zonas agrícolas de huertas, en algunos años la sequía dejaba los pozos secos y no se podía regar. Ante esta situación el pueblo decide por aportación de mano de obra voluntaria (por metros cuadrados de regadíos) y con una pequeña subvención del estado construir un depósito de riego con capacidad de 3000 m³, en la confluencia de los términos de Cilleros, Valero y Garcibuey, en la zona conocida como el Collado de la Palla. El agua es traída por una canalización desde el río de la Palla, a la altura de los Corrales.
Esta obra representa el seguro de riego para todo el término y a zonas tan alejadas como "Ronvivas", situado a más de 4 km del depósito (estanque). Todas las canalizaciones se hacen con mano de obra del pueblo. Se constituye una Comunidad de Regantes con capacidad jurídica para resolver los incidentes entre sus socios, hoy día sigue funcionado y facilita en estos momentos el agua de consumo humano al Pueblo. Esta comunidad, nombraba al acequiero, o encargado de regular el agua y la zona de servicio por riguroso orden de riego. Este último empleo se ha perdido por la falta de huertas para regar.
En los años 60 se constituye la Cooperativas de Vinos "San Andrés", que durante 25 años elaboraba y comercializaba la venta y distribución del vino proccedente del pueblo, transformaba alcohol y destilados . Supuso un hito en el pueblo pues por primera vez todo el vecindario participaba del negocio. Esta empresa se llevó a cabo con la compra de la fábrica de vinos y alcoholes de la empresa "Quilamas", situada en Garcibuey. El devenir de los años , el bajo precio de la materia prima (uvas) y la emigración terminaron por cerrar la empresa que y vendió sus existencias a la actual bodega "Valdeaguila" .
Otro acontecimiento es la canalización de las aguas de consumo humano en los años 65-70. Esto supuso un cambio en las costumbres. Por un lado la tarea diaria de ir a buscar agua a las fuentes (había dos en Garcibuey, el Pilar de abajo y el Pilar de arriba), por otro el ir a lavar al río . Algo se perdió en las relaciones humanas pero se ganó en comodidad, tiempo libre y sobre todo higiene y salud .
La implantación de la Democracia en España consiguió como en todos los pueblos de España la elección de Alcaldes democráticos que con mayor o menor acierto mejoraron las infraestructuras del Pueblo, crearon asociaciones y potenciaron el biestar de la tercera edad, consultorios médicos, atención a la infancia y juventud y sobre todo frenaron la emigración de los jóvenes a las grandes ciudades. Cabe destacar de estas últimas épocas la etapa de ayuntamientos progresistas y sobre todo la labor del alcalde Pablo Iglesias Abad que modernizó y potenció la labor comunitaria del pueblo.
Una última etapa ha sido la construcción de la bodegas de vinos Valdeaguila que ha supuesto una inversión de unos 2,5 millones de Euros y facilita a sus socios una salida a los productos de la vid en condiciones más o menos favorables.

## Demografía
Garcibuey cuenta con una población de 204 habitantes (INE 2024).
| Gráfica de evolución demográfica de Garcibuey entre 1842 y 2021                                                     |
| |
| Población de derecho según los censos de población del INE Población de hecho según los censos de población del INE |

Según el Instituto Nacional de Estadística, Garcibuey tenía, a 31 de diciembre de 2018, una población total de 187 habitantes, de los cuales 108 eran hombres y 79 mujeres. Respecto al año 2000, el censo refleja 294 habitantes, de los cuales 164 eran hombres y 130 mujeres. Por lo tanto, la pérdida de población en el municipio para el periodo 2000-2018 ha sido de 107 habitantes, un 36% de descenso.

## Economía
Destacan sobre todos los recursos la agricultura, con explotaciones pequeñas y de cultivo muy intensivo, propios de la alta montaña. Los principales productos son los frutales: cerezas, ciruelas y melocotones, que comercializa una cooperativa agraria: "Frutas de Salamanca"
En la Revista Folklore hay unos versos de la Sierra de Francia donde en Garcibuey ya aparecen las cerezas aunque sean en forma de pasas
«En San Martín los vaqueros;
Lagareros en las Casas;
en Villanueva Calabrés;
en Monforte vinateros;
y en Garcibuey las pasas.»
La cereza de la Sierra de Francia se produce en toda la comarca, principalmente en Cepeda, Herguijuela y Garcibuey, localidad en la que ya Pascual Madoz 1806-1870 (Madoz diicionario geográfico de España página 309) señalaba la importancia de la producción de guindas muy buenas de las llamadas garrafales.
Aunque las variedades tradicionales se están sustituyendo por otras más productivas, las primeras son mucho más dulces en la boca. De color rojo picota intenso y de tamaño medio, estas cerezas se pueden encontrar, en temporada, en muchas fruterías de la provincia.
Las explotaciones son muy pequeñas, y la comercialización se suele hacer en común. Aproximadamente la mitad de la producción se trata y comercializa en cinco cooperativas de primer grado que, a su vez, sean integradas en una cooperativa de segundo grado situada en La Cepeda. El resto de productores comercializa directamente o a través de cooperativas de primer grado no integradas en la de segundo grado. 
La cooperativa de segundo grado comercializa fundamentalmente en la mitad norte del país (Asturias. Bilbao) y Madrid, aunque también hay una parte de la producción que se destina a compradores extremeños.
La referencia en la Red es Cofruga
Otro producto es la vid con buenos viñedos y que comercializa la bodega .https://www.perahigos.es/
El olivo representa una buena fuente de ingresos con la elaboración de aceites vírgenes, hay una almazara que es cooperativa: San Andrés. Alrededor del año 1960 comenzó su actividad esta empresa, ubicada en la localidad salmantina de Garcibuey. San Andrés es una cooperativa de productores. Como ésta, hay otras tantas en la zona del Valle del Algón, que dirigen su producción a mercados locales y regionales. San Andrés tiene una producción de 40.000 a 50.000 kilos de aceite. Su sistema de elaboración parte de un proceso cien por cien natural y utiliza una prensa antigua. Entre sus instalaciones destaca una batidora, una prensa y la almazara. Los olivos son milenarios y las variedades que trata son manzanilla y cornicabra. 
Su producto, un aceite virgen extra, tiene color dorado verdoso y una acidez de entre 1grado y 1,5 grados. El aceite lo vende en garrafas de cinco litros a aproximadamente 20 euros
Información de esta industria extráida de:La Posada
En Industria destacan las de maderas y restauraciones 
Hay varias casas rurales que son una fuente de ingresos para varias familias Casas rurales en Garcibuey
Se ha desarrollado a la sombra de la Bodega Valdeaguila un concurso anual de cata de vino que este año ha tenido la presencia de comerciantes y bodegueros de la zona de Sierra de Francia y de Portugal, celebrándose la feria de Garcivino con relativo éxito. Garcivino

## Cultura

### Fiestas
Comienza el año con la fecha del 17 de enero, San Antón, con el primer chorizo y bendición de los animales a la puerta de la iglesia . 
El 2 de febrero Las Candelas, en honor de la Virgen de la Candelaria, com Procesiones y subastas de roscones y dulces.
El 5 de febrero se celebran Las Águedas, día de las mujeres, con bailes, comidas y fanfarias que organizan las Alcaldesas y Concejalas.
Carnavales, con comidas, disfraces y bailes
Los días 13, 14 15 y 16 de septiembre las fiestas mayores en honor del Cristo del Amparo, imagen que se venera en el Humilladero, en su honor se celebran verbenas y toros al estilo de la comarca. Actualmente se celebran sus fiestas el fin de semana más cercano al 14 de septiembre. 
Termina el año con San Andrés, el 30 de noviembre, patrón del pueblo, con bailes y misa mayor. Actualmente se celebra San Andrés el fin de semana más cercano al 30 de Noviembre
Navidad, 23 de diciembre, con el recuperado Auto de Navidad', que representa la Anunciación y Adoración del niño Jesús en su nacimiento. Más información y fotos en : Auto de Navidad

### Tradiciones
- Correr los gallos: cuando los mozos se tallan para ir a la mili, cada novia regalaba un gallo a su novio. Los gallos se atan por las patas y se cuelgan de una cuerda, con los caballos corriendo bajo ellos, hay que demostrar la habilidad para arrancar la cabeza del gallo al galope. Después los quintos hacían una merienda con los gallos.Esta costumbre procede de los celtas. Hoy día se ha dejado de practicar.
- Subastas del día de Santa Águeda: el 5 de febrero se celebran "Las Aguedas", ese día se subastan los bollos o roscosnes que donan los mayordomos y las banastas de pies, orejas y rabos que donan los vecinos.
- Romería de San Marcos: el 25 de abril, San Marcos, la romería al pueblo de Cepeda, es uno de los acontecimientos más importantes de la comarca. Hay mercado de ganado e intercambio de productos. Los novios que han formalizado las relaciones, comen con la familia de la novia y tiene el privilegio de poder llevarlas en sus caballos a la romería. Los amigos, familiares y compadres de los pueblos de la comarca hacen meriendas en común y comentan los avatares del campo.
- El chorizo de San Antón: la noche del 16 de febrero, vísperas de San Antón, los mozos se reúnen par bendecir las bestias a la puerta de la Iglesia y después comer el primer chorizo de la matanza, cocinado con vino y bien regado de vino nuevo
- El Auto de Navidad: recuparado un Auto de Navidad, que se celebra el 23 de diciembre, con la participación del pueblo y que representa la anunciación a los pastores del nacimiento del hijo de María. El Auto de Navidad El Portal de Navidad, donde se han descrito el diálogo, fotos, historia y villancicos del Auto correspondiente a 2005. Actualmente ya no se realiza esta celebración

### La noche de Navidad
La fiesta de Nochebuena, en la que se celebra el nacimiento de Cristo, el día 24 de diciembre, es el momento en el que tienen lugar distintos ritos y creencias característicos del solsticio de invierno, en la Sierra de Francia
En Garcibuey, se cree que, si el tiempo está bueno, durante la Nochebuena, habrá fruta de hueso en el año venidero; en cambio, si está malo, piensan los vecinos que no la habrá, pues, según dicen, «el engendre ya no saldrá». Durante la Misa del Gallo, tiene lugar la representación de El Nacimiento, una suerte de Auto de Navidad, que se escenifica en el portal y en el interior de la iglesia, y que tiene como personajes a ocho pastoras y un pastor a los que el Ángel anuncia el Nacimiento y que van a ofrecer presentes al Niño en el Portal.
Tienen interés, en este pueblo, las celebraciones, ritos y creencias de la fiesta de Navidad, que se inscriben también en el tiempo del solsticio de invierno. La mañana de la Navidad, salen a pedir por todo el pueblo dos zangarrones (dos hombres que «van vestidos como de viejos» , según nos dicen), seguidos por todos los miembros del Ayuntamiento, que van con capas. Los vecinos les dan chorizo, morcilla, tocino, oreja, patas de cerdo..., que echan en la cesta o en la banasta que llevan. Vuelven a realizar este peditorio por Añonuevo y salen por tercera vez a pedir en la fiesta de San Antón; todo lo recogido se subasta públicamente en la celebración de Las Candelas, destinando para las necesidades de la iglesia el dinero recaudado.

### San Juan
Nos encontramos ante un momento festivo muy importante dentro de la cultura tradicional en toda Europa, cristianizado como festividad del nacimiento de San Juan Bautista. Como indica Julio Caro Baroja, "San Juan Bautista ha sido el santo que, por motivos que no están del todo claros, ha recibido un culto más intenso en todos los países cristianos de Europa, y su festividad, que coincide con el período del solsticio de verano, ha heredado una serie de prácticas, ritos y costumbres que -a lo que parece- eran propias de una o varias festividades precristianas, extendidísimas en todos los países de habla indogermánica y aun en otros que no lo eran»
En Garcibuey, antes de salir el sol, salen a buscar el agua de nueve fuentes distintas, y la guardan en casa, para remedios. Se lavan la cara en la fuente «porque aquella agua tiene más mérito» y lavan también los jamones, para que no les entre la polilla; a la vez que riegan el espacio de debajo de la cama en la que duerme cada miembro de la casa. Circula un dicho, de carácter irónico, sobre la mañana de San Juan, que alude al agua:
Mañanita de San Juan,
cuando la zorra madruga;
el que borracho se acuesta
con agua se desayuna.
La práctica de coger hierbas es una de las más características de la fiesta de San Juan. «El lado poético de la costumbre se basa siempre en que se creía que las plantas y hierbas de San Juan, además de tener propiedades profilácticas y medicinales, disfrutaban de efectos amorosos»
En Garcibuey, recogen hierbas tales, como:
-El pericón.-La manzanilla.-El sayugo (saúco), para el dolor de vientre de las caballerías.-El poleo.
EL «SANJUAN» O ARBOL DE SAN JUAN y LAS HOGUERAS
Una práctica que, de una y otra manera, se realiza en la gran mayoría de los pueblos serranos es la de cortar un árbol, el sanjuán, e hincarlo, bien derecho y erguido, en un espacio central de la localidad, y la de encender una hoguera en torno a dicho árbol o en un lugar cercano a él, ya sea la noche de la víspera de San Juan o la de la fiesta misma
El sanjuán o árbol de San Juan está muy relacionado en su significación con el árbol de mayo y su existencia supone ciertos vestigios de dendrolatría, de culto a los árboles, además de tener un aspecto religioso. Tanto la de mayo como la de San Juan son las dos fiestas del año en las que el árbol, el elemento vegetal, es exaltado de manera más importante. Como indica Frazer: «Ya en primavera, a principios de verano o aun el día de San Juan (solsticio del 24 de junio), era la costumbre, y todavía lo sigue siendo en muchas partes de Europa, salir a los bosques, cortar un árbol y traerlo a la aldea e hincarlo erguido en el suelo entre la alegría y el bullicio de las gentes, o bien cortar ramas en el bosque y ponerlas atadas en las casas. La intención de estas costumbres es atraer a la aldea y a cada casa en particular las bendiciones que el espíritu del árbol puede otorgar» (9). ¿Y cuáles son los beneficios que otorga ese «espíritu del árbol» o «espíritu de la vegetación» al que alude Frazer? Muchos y diversos: Hacer que llueva o que luzca el sol, cuando sea conveniente; que se multipliquen los ganados y los rebaños; que las mujeres tengan partos fáciles y aseguren la descendencia humana; que prosperen las cosechas, etc. Todo lo cual, posiblemente, se pretende provocar con el rito de cortar el sanjuán y de hincarlo en un lugar central del pueblo
El sanjuán se encargan de cortarlo y de llevarlo al pueblo los mozos, en Garcibuey. Se trata de un chopo o castaño, en cuya capulla atan un conejo y una botella de licor, que se lleva el que sea capaz de trepar y alcanzarlos.

### Gastronomía
Los platos que se pueden degustar en este pueblo, y que vienen de tradición, son el cabrito asado, guisado o el cochifrito, el lechazo, y la ternera. Además existen platos muy apreciados como:
- El hornazo: es un plato exquisito en cualquier época del año, aunque la tradición es de comerlo sólo después del Domingo de Resurrección, al terminar la Cuaresma, el hornazo es el escogido para representar a la provincia salmantina en cualquier evento gastronómico que se produzca. En el hornazo se dan cita algunos de los productos típicos más representativos de la región, como el lomo de cerdo, el chorizo o el jamón.
- El limón serrano: especie de ensalada con limón, chorizo, carne asada y vino.
- Las patatas revolconas: patatas hervidas con pimentón y aderezadas con tocino frito.
- El bollo maimón o rosca: es uno de los dulces típicos Garcibuey. Se ofrece en las Candelas y se subasta entre los vecinos del pueblo También se utiliza en el baile de bodas denominado "rosca" o "pica".

### Leyendas

#### El tesoro de Don Rodrigo en las "Peñas las Palomas"
Se comenta que en el paraje de las Peñas las Palomas, situado al NE de garcibuey, hay enterradas dos palomas de oro procedentes del tesoro de Muza y Don Rodrigo. Hay un dicho popular en la zona que dice: "Entre Quilo y Quilama hay más oro que pesa España". La leyenda asegura que Don Rodrigo y la Reina Quilama, de procedencia árabe, se refugiaron en el Castillo viejo de Valero, situado en el monte del Castillo de las Quilamas.

#### Cueva la Mora
Situada en el monte del Gancho de Gacibuey. Cuentan que vivían varias familias en esa cueva escondidos de los cristianos y que dentro se encuentra un fabuloso tesoro, esta cueva comentan que es un pasadizo secreto que se une al castillo de las Quilamas
Se puede ampliar información en :La Cueva de la Quilama Archivado el 4 de agosto de 2012 en Wayback Machine.

### Artesanía

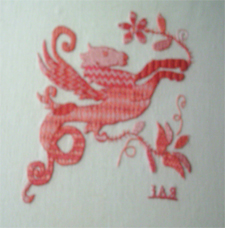
Artesanía.

La artesanía de la Sierra de Francia: la joyería, el textil y el bordado, el cuero... dentro de una exposición de joyas, calzados, trajes...
Las labores de bordado salmantino, que se aplican a trajes, manteos, mantillas, colchas, etc. se caracterizan por su profusa ornamentación, en ocasiones combinada con cenefas de encaje y ganchillo. Entre los motivos más utilizados están los florales y vegetales -árbol de la vida, claveles, rosas, tulipanes-, los zoomórficos -aves, peces, perros, toros, animales fantásticos-, los geométricos -zig-zag, roleos, cadenas-, y elementos varios como las encomiendas. Si bien para muchas personas las rosas no son más que rosas, los perros son perros y las aves son aves, para otras, más aficionadas a los simbolismos, estos elementos tienen claros significados. Así los peces parecen ser el símbolo de la virginidad, el árbol de la vida el de la fertilidad, el perro alude a la fidelidad.... También hay quien relaciona el toro, el león y el águila con los evangelistas, a semejanza de las representaciones pictóricas y escultóricas del Tetramorfos.
Obtenido del libro "Guía del Viajero Salamanca Ciudad Rodrigo y Provincia" de Susaeta Ediciones S.A.
Destacan los bordados artesanales con motivos charros y los deshilados con lino y seda.Las filigranas en plata es una de las muestras más signigificativas de Salamanca , el Botón Charro Archivado el 4 de marzo de 2016 en Wayback Machine. es una muestra con sus n 15 o 12 botones en círculo
La agrupación de mujeres de Garcibuey ha impulsado varios cursos de formación para sus aociadas.Trabajo de bordado de Garcibuey

## Administración y política
| Partido político                            | 2019  | 2019  | 2019       | 2015  | 2015  | 2015       | 2011  | 2011  | 2011       | 2007  | 2007  | 2007       | 2003  | 2003  | 2003       |
| Partido político                            | %     | Votos | Concejales | %     | Votos | Concejales | %     | Votos | Concejales | %     | Votos | Concejales | %     | Votos | Concejales |
| Partido Popular (PP)                        | 54,79 | 80    | 4          | 38,10 | 48    | 3          | 42,60 | 72    | 3          | 56,25 | 99    | 4          | 57,78 | 104   | 4          |
| Partido Socialista Obrero Español (PSOE)    | 29,45 | 43    | 0          | 17,46 | 22    | 0          | 43,20 | 73    | 2          | 22,73 | 40    | 1          | 40,56 | 73    | 3          |
| Ciudadanos (CS)                             | 31,51 | 46    | 1          | —     | —     | —          | —     | —     | —          | —     | —     | —          | —     | —     | —          |
| Agrupación Independiente de Garcibuey (AIG) | —     | —     | —          | 38,89 | 49    | 2          | —     | —     | —          | —     | —     | —          | —     | —     | —          |
| Unión del Pueblo Salmantino (UPSa)          | —     | —     | —          | —     | —     | —          | —     | —     | —          | 19,89 | 35    | 0          | —     | —     | —          |

El alcalde de Garcibuey no recibe ningún tipo de prestación económica por su trabajo al frente del Ayuntamiento (2017).